# 신기동전기 건담 W Endless Waltz
《신기동전기 건담 W Endless Waltz》(일본어: 新機動戦記ガンダムW Endless Waltz 신키도 센키 간다무 윙그 엔도레스와르츠[*])는 건담 시리즈의 OVA로 《신기동전기 건담 W》의 속편으로 1997년에 전 3화가 제작되었다. 후에 재편집해 추가 영상을 더한 《특별편》이 추가 공개되었다. 건담 시리즈로서는 최초로 우주세기 이외의 세계관을 무대로한 OVA 작품이 된다.
줄거리:리브라의 추락을 막고 5년뒤,데킴 버튼과 마리메이어 버튼은 음모를 꾸미게 된다.바로 오퍼레이션 메테오를 시행하는 것. 사실 건담 파일럿들은 오퍼레이션 메테오를 건담을 지구로 보내는 것이라 생각하고 있었지만 사실은 콜로니를 지구로 추락시키는 것이였다.계획을 실현하기 위해 리리나 피스크래프트를 납치하고,이 사실은 안 5명의 소년들은 데킴 버튼과 마리메이어 버튼을 막기위해 다시한번 건담에 탑승한다

## 등장인물
- 히이로 유이
- 듀오 맥스웰
- 트로와 바톤
- 카트르 라버바 위너
- 창 우페이
- 리리나 도리안
- 샐리 포
- 레이디 안
- 데킴 바톤
- 마리메이어 바톤
- 젝스 마키스